# انتخابات الرئاسة الفرنسية 2002
الانتخابات الرئاسية في فرنسا لعام 2002  تمثلت في دورتين اثنتتين كانت الأولى في الواحد والعشرين من أبريل 2002 والثانية في الخامس من ماي 2002. دارت الدورة الثانية بين المرشحين جاك شيراك وجان ماري لوبان.